# Otterstedt (Adelsgeschlecht)
Otterstedt ist der Name eines brandenburgischen Adelsgeschlechts.
Offenbar dürfen sie nicht mit den namensgleichen Herren verwechselt werden, die 1205 urkundlich zuerst erscheinen. Diese Herren von Otterstedt starben 1528 aus. Ihr Wappenbild war eine Otter, welche einen Fisch im Maul hält.

## Geschichte
Mit Hans von Otterstedt wurde die Familie 1429 mit Dahlewitz und Brusendorf im Kreis Teltow belehnt. Die sichere Stammreihe beginnt mit Sigismund von Otterstedt auf Dahlewitz, Brusendorf und Genshagen, urkundlich genannt 1539. Er gehörte zu jenen Adeligen, die an der Einführung der Reformation in Kurbrandenburg beteiligt waren: am 31. Oktober 1539 nahm er in Gegenwart des Kurfürsten Joachim II. in der Spandauer Nikolaikirche das Abendmahl in evangelischer Form ein, mit dem Laienkelch. Caspar von Otterstedt († 2. Juni 1588), war kurbrandenburgischer Schlosshauptmann zu Berlin und Erbsass auf Genshagen. Er erhielt unter der Regierung Joachims II. zur besseren Abwartung seiner Dienste das Haus Breitestraße Nr. 30 von allen bürgerlichen Lasten und Pflichten befreit. Möglicherweise richtete sich das in Umlauf gebrachte Gerücht mit der Morddrohung eines Otterstedt gegen einen Kurfürsten aus dem Haus Hohenzollern gegen seine Person.
Nach dem Dreißigjährigen Krieg konnte die Fläche des otterstedtischen Ritterguts Dahlewitz durch Hinzunahme von bäuerlichen Hufen noch deutlich erweitert werden.
Am 13. Mai 1844 erfolgte in Berlin durch Allerhöchste Kabinettsorder die preußische Erlaubnis zur Führung des Freiherrntitels für den Königlich preußischen Wirklichen Geheimen Rat und Gesandten a. D. Joachim Friedrich von Otterstedt (1769–1850). Eine weitere dahingehende Allerhöchste Kabinettsorder erging am 8. Oktober 1858 für seine Söhne, den Königlich preußischen Legationsrat z.D. Friedrich, den Erbherr auf Groß Bünzow, Kreis Greifswald, Ferdinand, den Rittmeister a. D. auf Seelach bei Baden-Baden, Carl und Königlich preußischen Premierleutnant auf Zemitz, Kreis Greifswald.

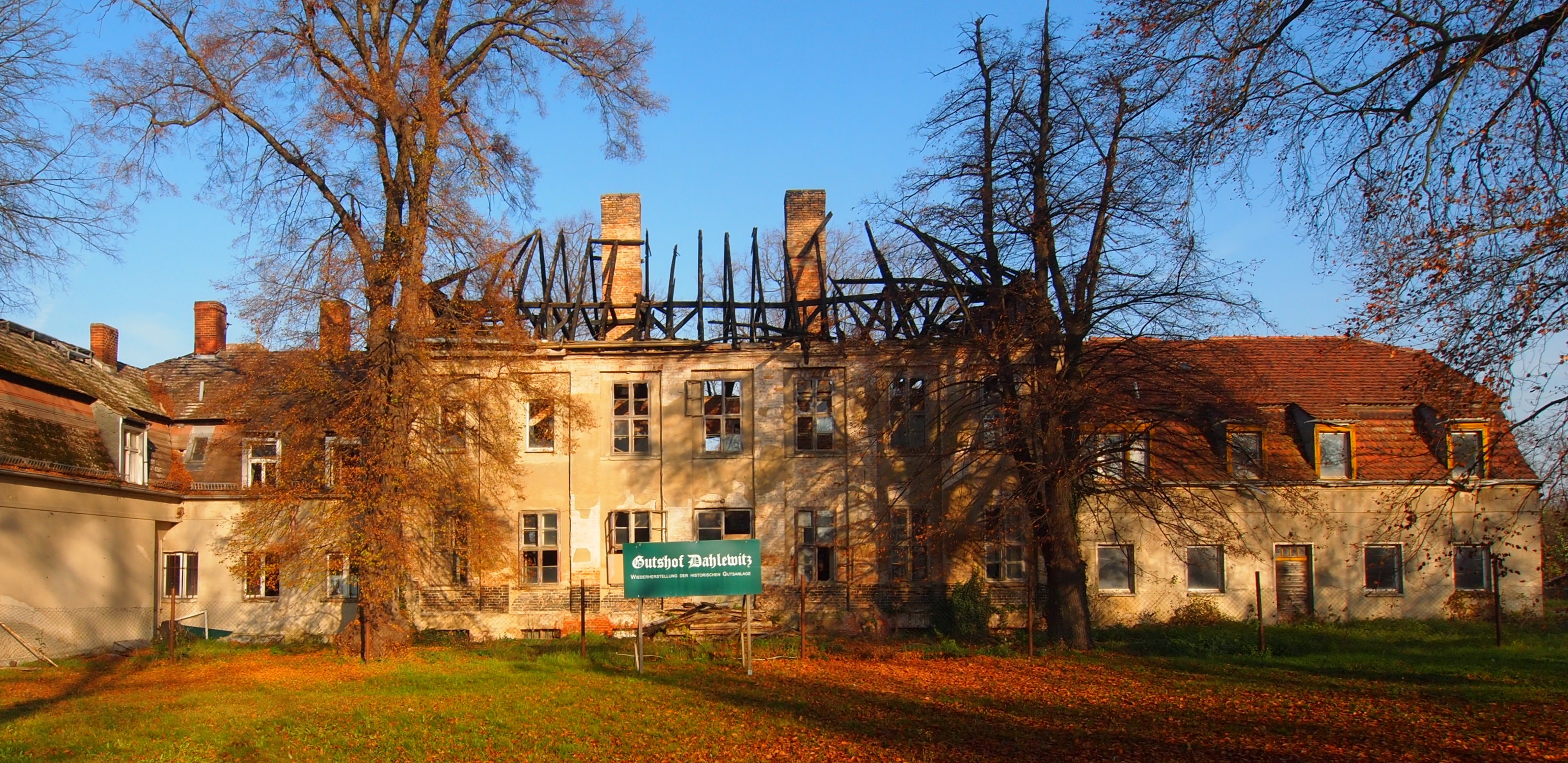
Gutshof Dahlewitz (2011)
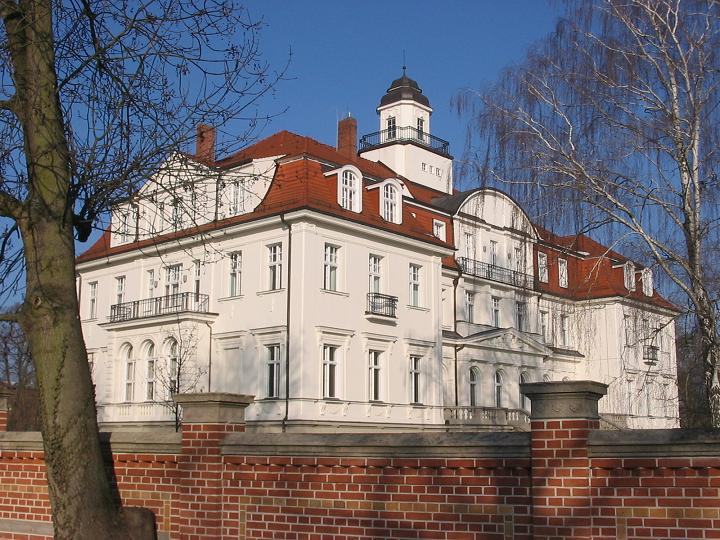
Schloss Genshagen (2006)

## Sage
1503 soll ein Herr von Otterstedt an das Schlafgemach des Kurfürsten Joachim I. den Drohreim geschrieben haben: „Jochimke, Jochimke, hüte Dich. Wo wir Dich fangen, so hangen wir Dich!“ Hierauf ließ der Kurfürst den Ritter Otterstedt suchen, gefangen nehmen und nach dem Richterspruch vierteilen. Die in Köpenick angeblich ausgesprochene Drohung eines von Otterstedt, Joachim zu hängen, wenn man ihn kriege, wurde im späten 19. Jahrhundert bereits angezweifelt und gehört nach jüngsten Untersuchungen wohl eher in das Reich der Sagen.

## Angehörige
- Otto Ludwig von Otterstedt, 1714–1717 Landrat im Landkreis Teltow
- Hans Georg von Otterstedt (1682–1753), 1717–1749 Landrat im Landkreis Teltow[10]
- Joachim Friedrich von Otterstedt (1769–1850), preußischer Diplomat, Gutsbesitzer von Hof Seelach bei Baden-Baden[6]
- Alfred von Otterstedt (1850–1913), preußischer Generalleutnant
- Wolfgang von Otterstedt (1876–1972), deutscher Generalleutnant
- Eberhard von Otterstedt (1881–1968), deutscher Maler

## Wappen

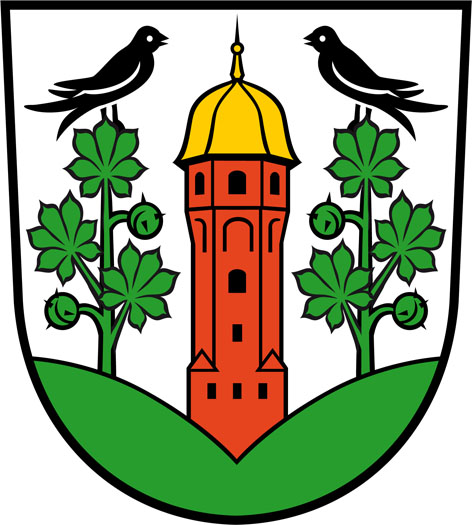
Wappen der Gemeinde Dahlewitz mit Elementen des Wappens derer von Otterstedt

Das Stammwappen zeigt in Silber einen grünen Baum, auf dem zwei zugekehrte schwarze Vögel mit goldenen Schnäbeln sitzen. Auf dem Helm mit schwarz-silbernen Decken, das Schildbild.